# 臼井晴菜
臼井 晴菜（うすい はるな、1994年3月20日 - ）は、日本の女性声優、ナレーター。宮城県石巻市出身。現在はフリー。

## 来歴・人物
東京アニメーター学院在学中、『スパルタンMX』にてオーディションを受け、『冬のマジョモリ』で主役を演じた。以前はWITH LINE所属していたが、現在はフリー。
趣味はバレーボール、妄想。
2020年は片目の手術を受けたことから療養の年となった。2021年現在も、運動や大声を出すことが制限されているため、安静にしている。

## 出演
太字はメインキャラクター。

### テレビアニメ
2012年
- めだかボックス アブノーマル（女子生徒、医者2）

2013年
- うたの☆プリンスさまっ♪ マジLOVE2000%

2014年
- 名探偵コナン（女性）
- ヤマノススメ セカンドシーズン（女生徒B）

2015年
- うわばきクック（母）
- 城下町のダンデライオン（女子生徒、女子テニス部員、テニス部員）

### OVA
- エリートジャック!!（2014年、太宰ヒカル、生徒会女子）

### Webアニメ
- 冬のマジョモリ（2014年、マジョモリ[7]）

### ゲーム
2015年
- 輝星のリベリオン（オイフェ）
- しんぐんデストロ〜イ!（海野彩〈2代目〉）

2016年
- 激突!クラッシュファイト（アリア、酒呑童子）
- ニューワールド（百花繚乱タカハ）

### ドラマCD
- 魔術士オーフェン 無謀編

### テレビ番組
- スパルタンMX（TOKYO MX） - 声優オーディション参加者。他の参加者の若狭みなと、黒澤ゆりかと共に「くすまさんしまい」というユニットを結成

### ナレーション
- アーツ銀座クリニック「植毛編」
- 踊り子クリノッペ
- 崖っぷちバスターズ
- 特定非営利活動法人地球緑化センター「緑のふるさと協力隊」

### 舞台
- カミサマ未満（2014年、ニッポン放送）主演・（ロマンスの神様）[8]

### 音楽CD
- 誰より好きなのに